# Marli, Gangawati
Marli là một làng thuộc tehsil Gangawati, huyện Koppal, bang Karnataka, Ấn Độ.